# Stróże (Dębno)
Stróże – przysiółek wsi Dębno w Polsce położony w województwie podkarpackim, w powiecie leżajskim, w gminie Leżajsk.
Wzniesiona na brzegu Wisłoku – Stróża, do dziś będąca przysiółkiem Dębna, przypuszczalnie pełniła kiedyś rolę punktu obronnego na terenach granicznych między Polską a Rusią. Tam też miała się znajdować komora celna pobierająca opłaty, dla określenia której używano nazwy „Romanowa komora”.
Przysiółek znajduje się przy lewym brzegu Wisłoka i obejmuje 14 domów.